# Луки, Микеланджело
Микеланджело Луки (итал. Michelangelo Luchi; 20 августа 1744, Брешиа, Венецианская республика — 29 сентября 1802, Субьяко, Папская область) — итальянский куриальный кардинал, бенедиктинец. Префект Священной конгрегации Индекса с 18 августа 1802 по 29 сентября 1802. Кардинал in pectore с 23 февраля по 28 сентября 1801. Кардинал-священник с 28 сентября 1801, с титулом церкви Санта-Мария-делла-Виттория с 23 декабря 1801 по 29 сентября 1802.